# حقيقة القلب

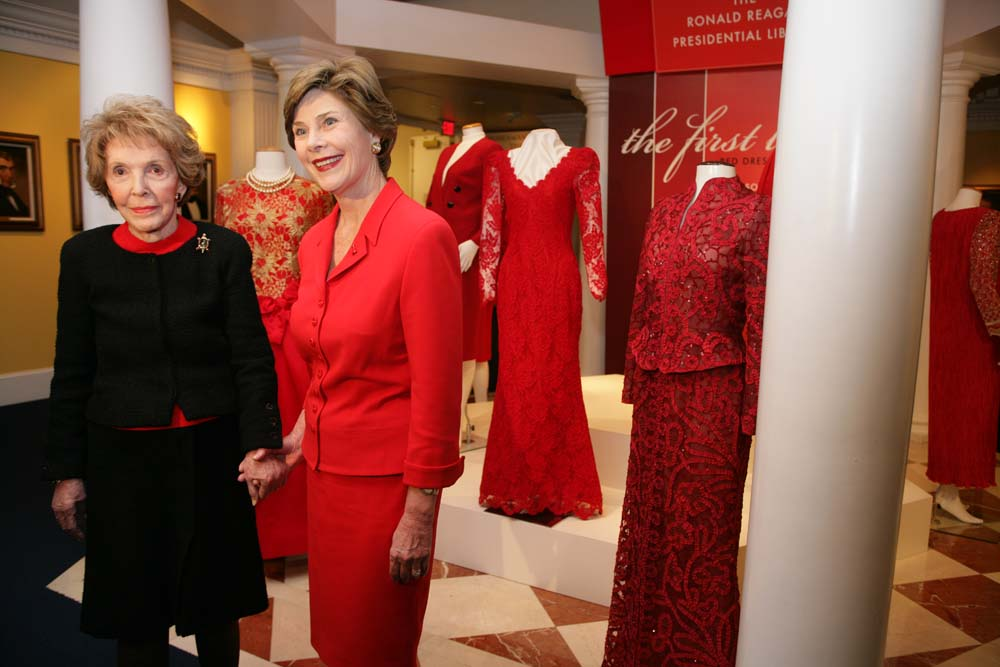
عرضت السيدتان الأوليتان لورا بوش ونانسي ريغان المجموعة الأولى لفساتين السيدة الأولى الحمراء المخصصة لحقيقة القلب وذلك في مكتبة رونالد ريغان الرئاسية في سيمي فالي، كاليفورنيا، 28 شباط /فبراير، 2007.

حقيقة القلب هي حملة تعنى برفع درجة الوعي لخطر الإصابة بأمراض القلب لدى النساء. ويقوم برعاية هذه الحملة في الولايات المتحدة المعهد الوطني لأمراض لقلب والرئة والدم، وهو منظمة تابعة ل وزارة الصحة والخدمات البشرية في الولايات المتحدة الأمريكية. كما تم تأسيس حملة مشابهة في كندا من قبل مؤسسة القلب والسكتة الدماغية من كندا. حيث تركز الحملة بشكل رئيسي على تثقيف النساء اللواتي تتراوح أعمارهن بين الأربعين والستين، حيث باعتبارها الفترة التي يتزايد فيه فيها خطر الإصابة بأمراض القلب.

## تاريخ الحملة
بدأت الحملة في شهر آذار / مارس عام 2001 بناء على توصية من قبل أكثر من سبعين خبير في صحة النساء. وقد شددت الأبحاث على ضرورة نقل المعلومات للنساء بشأن خطر الإصابة بأمراض القلب، والمصادقة على حملة حقيقة القلب كوسيلة لتحقيق ذلك.

## الشعار والتسويق
شعار الحملة هو الفستان الأحمر. وقد تم اعتماده ليكون طريقة لجذب الانتباه إلى حقيقة القلب وإلغاء المفهوم القائل أن أمراض القلب هي مسألة تخص الرجال فقط. حيث يذكر الفستان النساء بالاهتمام خارجهن «بمظهرهن الخارجي» إضافة إلى «داخلهن»، خاصة فيما يتعلق بصحة القلب.
كما أن الحملة ناشدت أيضا لاعتماد اليوم الوطني لارتداء الأحمر، الذي من المقرر أن يحتفل به سنويا في أول يوم جمعة من شهر شباط / فبراير.

## الأحداث

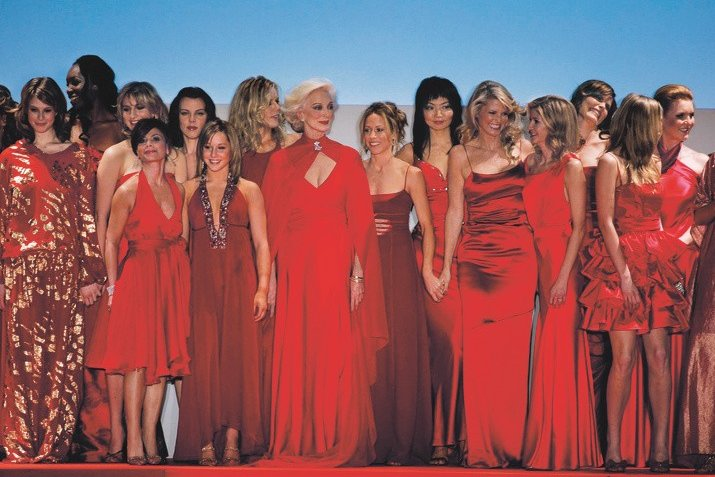
لقطة تجمع عارضات لمجموعة الفستان الأحمر لعام 2005

انضمت حقيقة القلب إلى الحكومة الاتحادية للولايات المتحدة وصناعات الموضة، في محاولة لجذب الجماهير من النساء. وقد تم عرض الفساتين الحمراء في جميع أنحاء البلاد، بدءا بأسبوع الموضة في نيويورك. وقد جرى أول أسبوع موضة لمجموعة الفساتين الحمراء عام 2003 حيث ساهم تسعة عشر مصمما من ضمنهم فيرا وانغ وأوسكار دي لا رنتا وكارمن مارك فالفو بتقديم فساتين تم عرضها في خيام بريانت بارك. كما قدم العديد من عروض الأزياء في السنوات الماضية من خلال مهرجانات أسبوع الموضة، حيث شارك فيها العديد من المشاهير وقاموا بالسير على ممر العرض من ضمنهم: جينا فيشر وشيريل كرو وناتالي موراليس وكيلي ريبا وديبورا هاري وفينوس وليامز وأنجيلا باسيت وراشيل راي وفاليري بيرتينيللي وكريستي برينكلي وتاليا وفانيسا لين وليامز ورايفن سايمون وأليسون جاني وبيلي جين كينغ وو كاتي كوريك وسارة فيرغسون دوقة يورك وليندسي لوهان ويان ريمس وكريستينا ميليان وفيرغي وجوردين سباركس وأشانتي وهيلاري داف إضافة إلى أرثا كث.
كما كانت لورين هاربر، زوجة رئيس الوزراء الكندي ستيفن هاربر داعمة عظيمة للحملة وقدمت خدمتها كضيفة شرف في الحدث الذي جرى في ساحة ناثان فيليبس في تورنتو، أونتاريو لعدة سنوات متتالية.

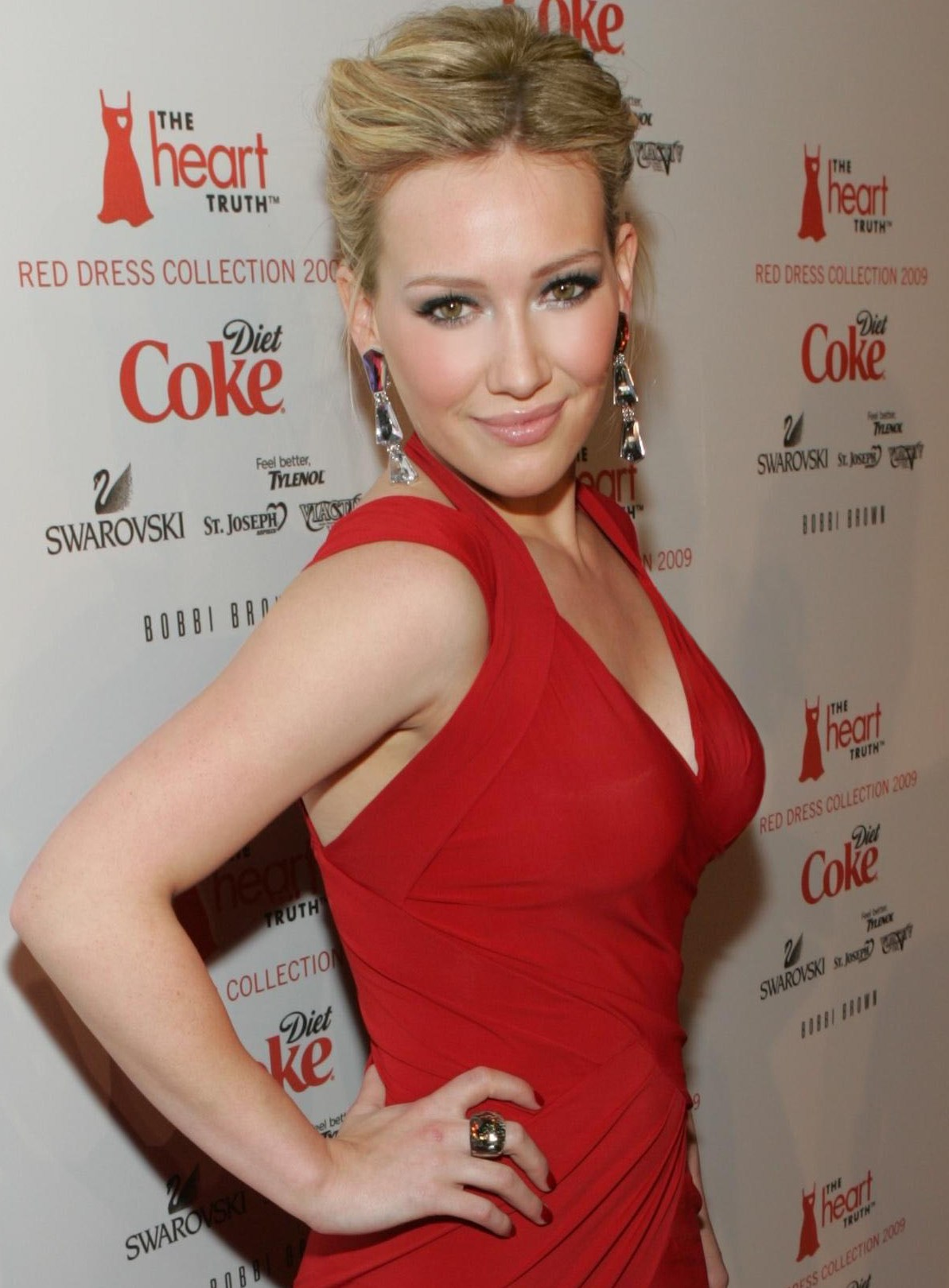
هيلاري داف في عرض مجموعة أزياء الفستان الأحمر المخصصة لحقيقة القلب عام 2009.

### مشاركة لورا بوش
كانت السيدة الأولى لورا بوش السفيرة لحقيقة القلب منذ عام 2003. وقد قادت الحكومة الاتحادية في تزويد النساء بالمعلومات المتعلقة بمرض القلب. كما قامت بوش بالتنسيق لعدد من الفعاليات المتصلة بحقيقة القلب، بما في ذلك حفل البيت الأبيض عام 2004، ومعرض مركز كينيدي، وكذلك معرض مكتبة ريغان، كما شاركت أيضا في جميع فعاليات أسبوع الموضة حتى عام 2003.
أما العنصر الرئيسي المميز لمشاركة السيدة بوش في هذه الحملة فهو تواصلها مع النساء اللواتي يعشن مع مرض القلب وذلك خلال الأحداث التي تقيمها المشافي لهذا الغرض. فضلا عن ترويجها للحملة من خلال العديد من المقابلات الإعلامية أيضا.

### مجموعة الفستان الأحمر للسيدات الأوائل
نظمت حقيقة القلب في شهر أيار/ مايو 2005 معرضا خاصا في مركز جون اف. كينيدي للفنون المسرحية في واشنطن العاصمة، وقد عرف باسم مجموعة الفستان الأحمر للسيدات الأوائل. عرضت المجموعة سبعة فساتين حمراء ارتدتها السيدات الأوائل الأمريكيات ليدي بيرد جونسون وبيتي فورد وروزالين كارتر ونانسي ريغان وباربرا بوش وهيلاري كلينتون إضافة إلى لورا بوش. حيث قامت لورا بوش برفع الستار عن المعرض بحضور العديد من زوجات أعضاء في الكونغرس وأمناء مجلس الوزراء.
وفي شباط/ فبراير 2007 نقلت حقيقة القلب ذلك المعرض إلى مكتبة رونالد ريغان الرئاسية والمتحف في سيمي فالي، كاليفورنيا. وهناك افتتحت السيدة الأولى السابقة نانسي ريغان المعرض جنبا إلى جنب مع لاري كينغ، الشخصية التلفزيونية الشهيرة والسيدة لورا بوش. هذا وقد عقد مؤتمر في المكتبة بحضور قادة في حركة الوعي لأمراض القلب إضافة إلى بوش وريغن.

## المعرض

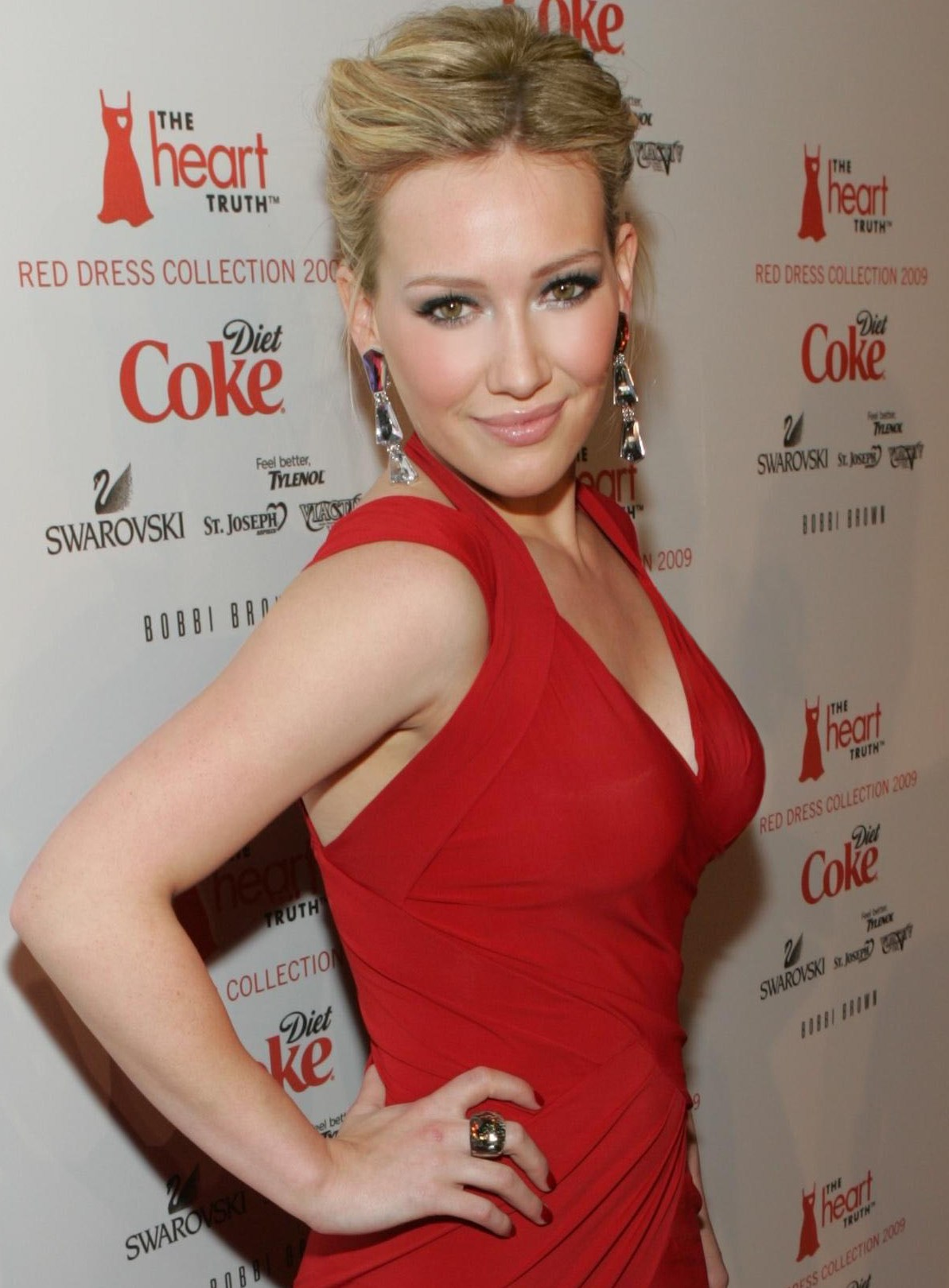
هيلاري داف مجموعة الفستان الأحمر لعام 2009.
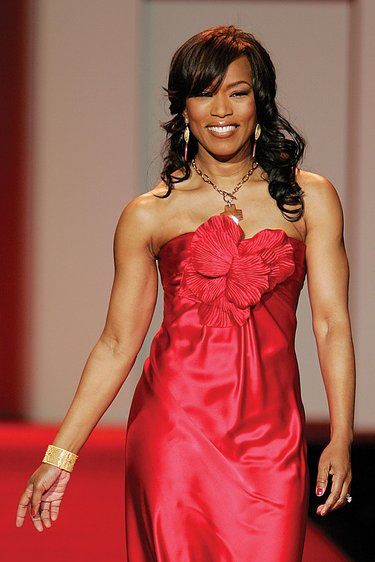
أنجيلا باسيت مجموعة الفستان الأحمر لعام 2007.
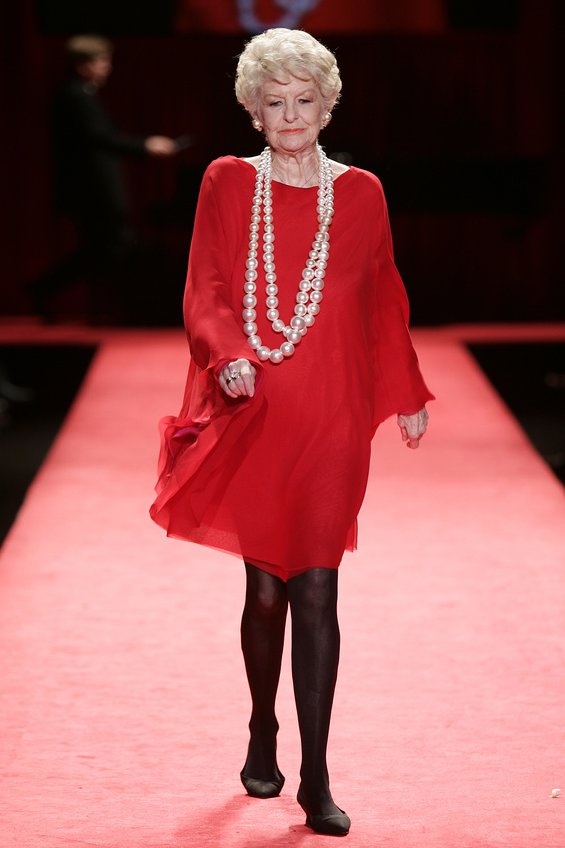
الين ستريتش في مجموعة الفستان الأحمر لعام 2006 دعما لحملة حقيقة القلب.
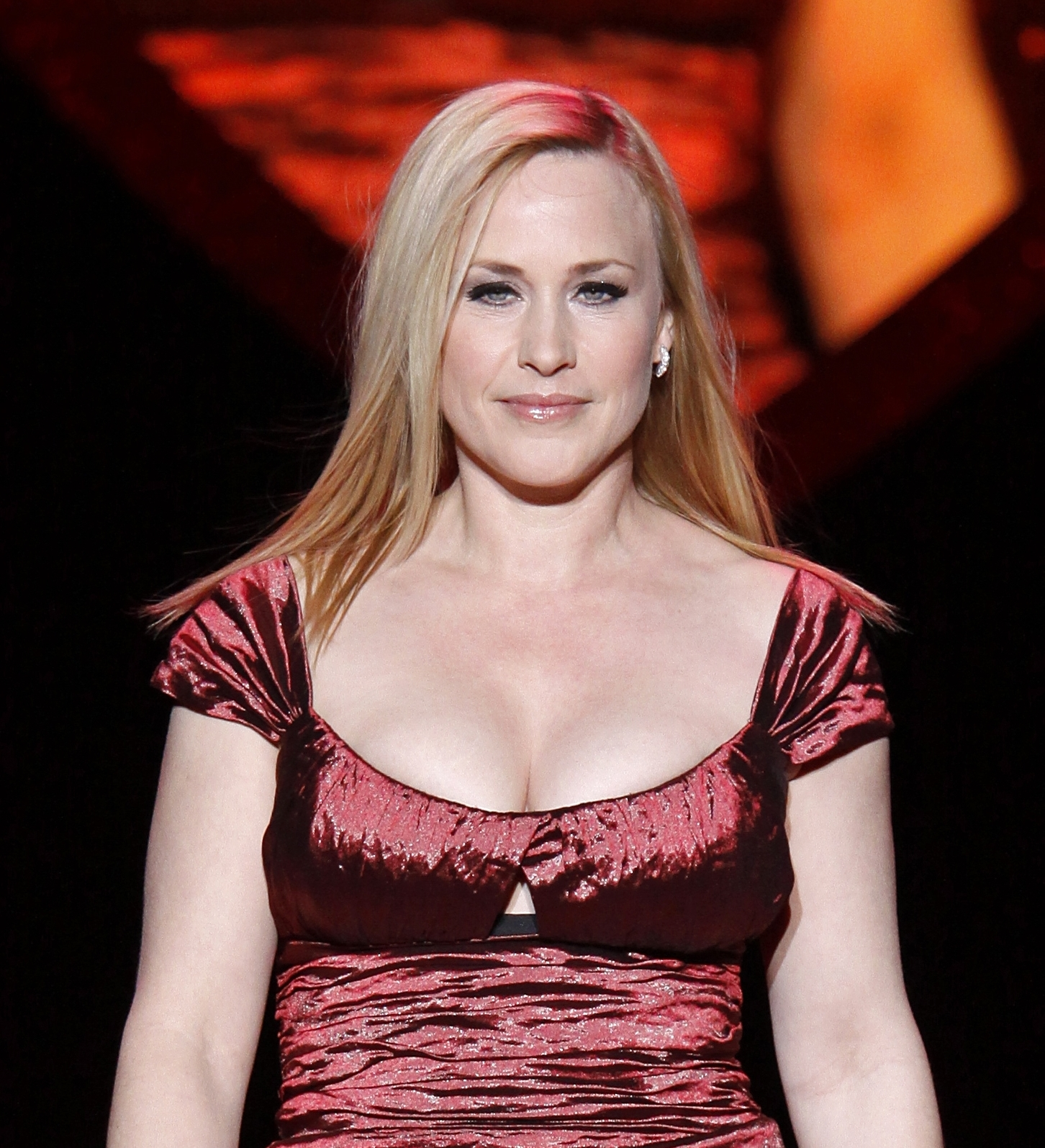
باتريشيا أركيت مجموعة الفستان الأحمر لعام 2009.
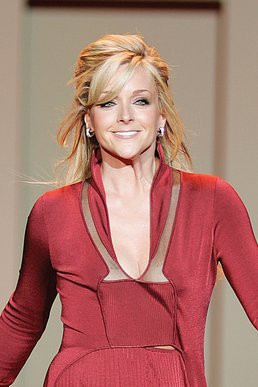
جاين كاركوسكي مجموعة الفستان الأحمر لعام 2007.

## الحواشي
1. 1 2  "The Heart Truth Ambassador". National Heart, Lung, and Blood Institute. مؤرشف من الأصل في 2009-01-30. اطلع عليه بتاريخ 2008-05-17.
2. 1 2  "First Ladies Red Dress Collection". National Heart, Lung, and Blood Institute. مؤرشف من الأصل في 2009-01-31. اطلع عليه بتاريخ 2008-05-17.

## وصلات إضافية
- Hearttruth.gov
- حقيقة القلب (كندا)